# Klitfår
Klitfår er den gamle dansk fårerace, Dansk Landfår. Fra at være udbredt over det ganske land fandtes den i 1900-tallet kun i de vestjyske klitområder. Den hårdføre race overlevede her, fordi den var de importerede racer overlegen i det barske klima på de magre jorder.

## Historie
Allerede i middelalderen brugtes udenlandske får til at forbedre den danske race. Resultatet faldt forskelligt ud efter race og landsdel.
Sidst i 1700-årene begyndte en målrettet avl for at få en homogen race, men helt lykkedes det ikke. Hovedsagelig engelske racer overtog føringen, og landfåret gled næsten ud.

## Beskrivelse
Klitfåret er et lille og let dyr med højt rejst hoved. Der forekommer undertiden horn hos vædderne. Hovedet kan være lyst, mørkt eller spættet. De spinkle ben og hovedet er uden uld. Ulden er rigelig og god. Ud over dets ekstreme nøjsomhed udmærkede klitfåret sig ved stor frugtbarhed. 3-4 lam årligt var intet særsyn, men det er ingen kødrace.
Til afgræsning af følsomme, karrige områder er det lette får særdeles velegnet. Dyrene er af naturen ret vilde og skal gå på arealer af en vis størrelse.

## Bevarelse
Den samlede bestand var i 1986 kommet helt ned på godt et halvhundrede dyr med kun 3 registrerede avls-hanner, og frugtbarheden dalede. Der forekommer af den grund sjældnere tvillingfødsler i dag end tidligere. Ét lam er det normale. Siden da, har avls- og bevarings-arbejde stabiliseret racen på ca. 1.100 dyr med 30 registrerede avls-hanner fordelt på 28 flokke (2004 tal). Klitfåret er dog stadig en ekstremt truet race.